# Gaspar Noé
Pour les articles homonymes, voir Noé.
Gaspar Noé, né le 27 décembre 1963 à Buenos Aires en Argentine, est un réalisateur, scénariste et producteur italo-argentin.
Il est l'un des précurseurs du New French Extremism, courant cinématographique français prônant les films transgressifs et violents, aux côtés de Claire Denis et Leos Carax.

## Biographie

### Enfance et formation
Gaspar Noé naît d'un père peintre « très joueur », Luis Felipe Noé (né en 1933), et d'une mère assistante sociale « politisée ». Après avoir passé son enfance entre Buenos Aires et New York (son père ayant reçu une bourse Guggenheim pour aller peindre aux États-Unis), il s'envole avec ses parents à l'âge de douze ans vers la France et réside à Paris.
Ce fils d'exilés politiques argentins à la suite du coup d'État de 1976, suit à l'âge de dix-sept ans des études de philosophie et de cinéma à l'École nationale supérieure Louis-Lumière, d'où il sort diplômé deux ans plus tard. Il décide ensuite de continuer ses études en faculté de philosophie à Tolbiac.

## Carrière
En 1985, il devient l'assistant du réalisateur argentin Fernando Ezequiel Solanas sur son film Tangos, l'exil de Gardel, avant d'écrire et de réaliser son premier court métrage, de dix-huit minutes, Tintarella di luna. Il y interprète un rôle avec son père et, au cours du tournage, il rencontre Lucile Hadzihalilovic, qui deviendra par la suite sa monteuse.
En 1987, il aide Lucile Hadzihalilovic en étant responsable cadreur pour son premier court-métrage La Première Mort de Nono et, plus tard dans la même année, tourne un second court-métrage de six minutes Pulpe amère. En 1988 il retrouve Fernando E. Solanas pour qui il est à nouveau assistant réalisateur sur son film Le Sud.
Deux années se sont écoulées, il fonde avec Lucile Hadzihalilovic leur propre société de production Les Cinémas de la Zone qui ne produira que leurs propres films dont le moyen métrage de quarante minutes Carne, tourné dans la même année avec l'acteur Philippe Nahon. Carne raconte l'histoire d'un boucher élevant seul sa fille handicapée mentale. Ce film lui a valu lors de la trentième Sélection de la Semaine de la critique au Festival de Cannes, un Grand prix de la semaine de la critique et la Mention du Prix de la jeunesse.

« Nous avons découvert que nous partagions une envie de faire des films atypiques et nous avons décidé de créer ensemble notre propre société Les Cinémas de la Zone pour financer nos projets. Au-delà de tous les inconvénients majeurs de l'auto-production, nous jouissons ainsi d'une plus grande liberté de création. Nous réalisons nos films comme nous le souhaitons sans nous soucier s'ils se vendront ou pas. Quitte à en payer les conséquences dans notre vie quotidienne. »

— Gaspar Noé.

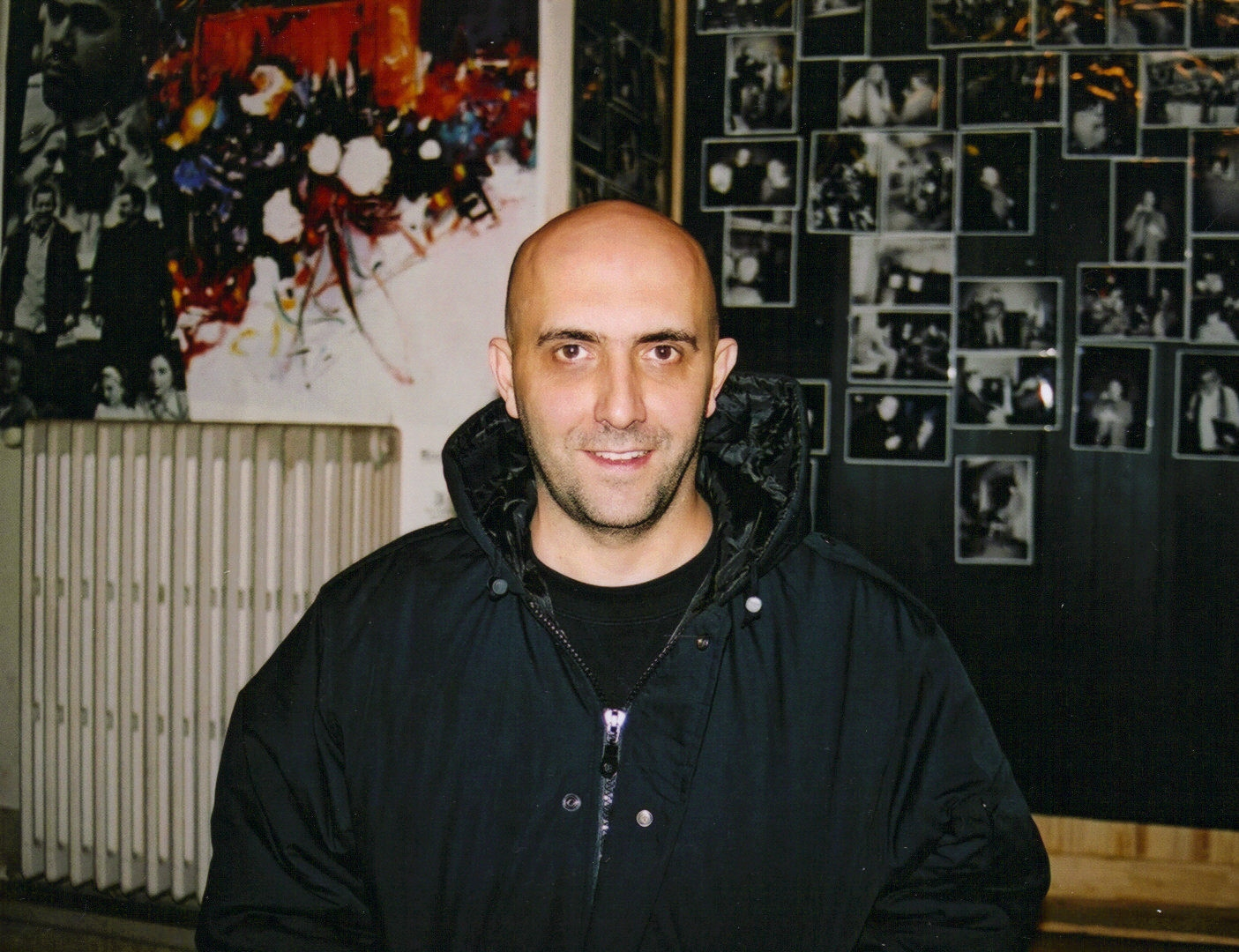
Gaspar Noé en 2006.

Conseillé par certains de réaliser Carne en version longue, il enrichit alors le scénario en 1993 et, pour commencer le tournage, tente de le produire sans y parvenir par manque de fonds  — Les Cinémas de la Zone avait déjà engagé beaucoup d'argent pour le moyen-métrage La Bouche de Jean-Pierre (1996) de sa compagne. Il met donc Carne de côté en attendant des moyens cinq années plus tard.
En 1995, il tourne Une expérience d'hypnose télévisuelle de vingt-six minutes avec Marie France et Alain Ganas pour l'émission L'Œil du cyclone diffusée en clair sur la chaîne de télévision Canal+ ainsi que son premier clip en 1996 pour Les Frères Misère, groupe de Mano Solo et Les Chihuahua, Je n'ai pas. Puis il prête sa voix au personnage de Jean-Marc dans le film dramatique Le Rocher d'Acapulco de Laurent Tuel. Il apparaît ensuite comme figurant, vendeur de kebabs, pour son ami Jan Kounen dans le film Dobermann.
Entre-temps, ayant fini Intoxication, il retrouve en 1998 Philippe Nahon et Mano Solo pour un court métrage pornographique de sept minutes intitulé Sodomites pour la campagne du ministère de la Santé. Il participe également en tant que cadreur à celui de Lucile Hadzihalilovic qui réalise Good Boys Use Condoms.

### Premiers pas
Grâce à l'aide financière de la styliste Agnès Troublé, il achève finalement le tournage de Seul contre tous qu'il avait maintes fois délaissé cinq ans durant, avec toujours Philippe Nahon qui reprend son rôle du boucher chômeur se réfugiant dans la haine et la violence. Ce film dur et violent (il sera interdit aux moins de 16 ans à sa sortie) est présenté au festival de Cannes en 1998 où il obtient le prix de la Semaine de la critique et le prix Très Spécial — récompense créée par les journalistes Jean-Claude Romer et Gérard Lenne.
Dans la même année, il retrouve la réalisation de clips, dont Insanely Cheerful pour le groupe Bone Fiction et, en 1999, Si mince pour la chanteuse Arielle.

### Irréversible
Du 15 juillet 2001 au 30 août 2001, il tourne son second long-métrage, Irréversible, composé de treize séquences dont six longs plans-séquences, avec Vincent Cassel, Monica Bellucci et Albert Dupontel. Présenté au festival de Cannes en 2002 en compétition officielle, ce film violent fait scandale en raison notamment de deux scènes très violentes dont une en outre mettant en scène un viol, marquant les spectateurs. La raison de cette violence est expliquée dans une interview qu'il accorde aux Inrockuptibles où il dit : « Dans Irréversible, ce serait plutôt que les gens sont des animaux qui se contrôlent pour survivre en milieu civilisé, et non l’inverse ».
En 2005, grâce à la carte blanche donnée par Canal+, il tourne une série de trois courts-métrages, Eva, avec Eva Herzigová, pour l'émission Le Grand Journal.
Gaspar accepte le projet 8, film comprenant huit courts-métrages pour LDM Production et l'UNDP, et part en 2006 au Burkina Faso en Afrique pour tourner le segment SIDA, suivant la vie d'un Burkinabé malade du sida, puis réalise un court-métrage pornographique, We Fuck Alone, pour Destricted, film collectif réfléchissant sur la pornographie et la sexualité à l'écran.

### Enter The Void

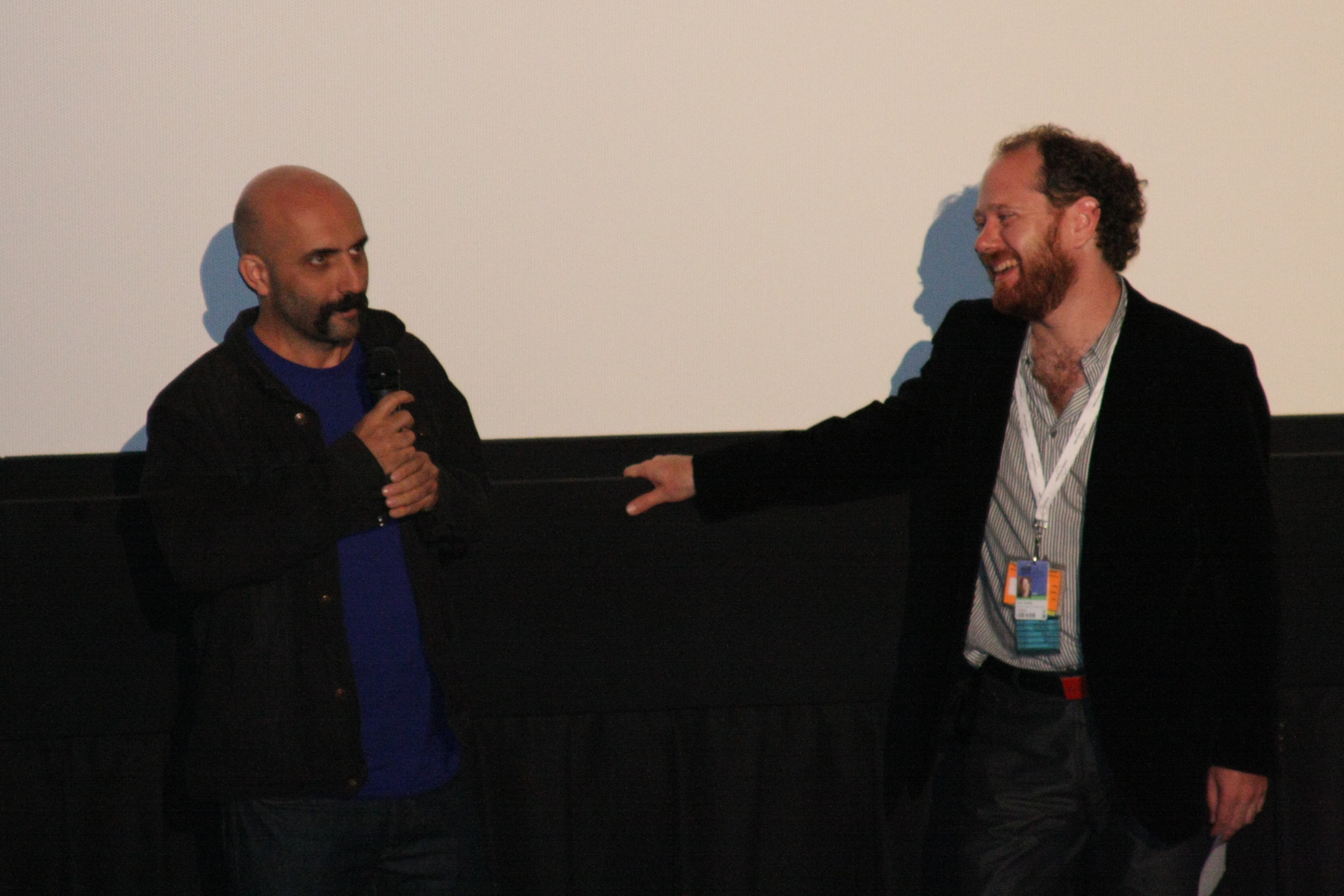
Gaspar Noé (gauche) répondant aux questions à propos de son film Enter the Void au Festival international du film de Toronto en 2009.

En 2005 Pathé, qui plus tard se retire du projet, annonce son prochain film Soudain le vide, qui sort finalement dans les salles françaises le 5 mai 2010 sous le titre Enter the Void, un an après sa présentation en compétition au Festival de Cannes 2009. Le film utilise des techniques considérées comme avant-gardiste (générique psychédélique, photographie en kaléidoscope, vue subjective, etc.). L'histoire s'inspire du Livre des Morts tibétain et suit le lent voyage entre la vie et la mort d'un jeune dealer abattu par la police. Il prend pour cadre la ville de Tokyo.
Ce troisième long-métrage, une nouvelle fois interdit aux moins de 16 ans divise encore la critique. Les critiques positives applaudissent le rêve expérimental qu'est le film et le fait qu'il transcende l'exercice de style. Les critiques négatives remarquent que les idées d'effets de styles n'empêchent pas le film de tourner à vide, quand d'autres pointent le ridicule du film.

### Love

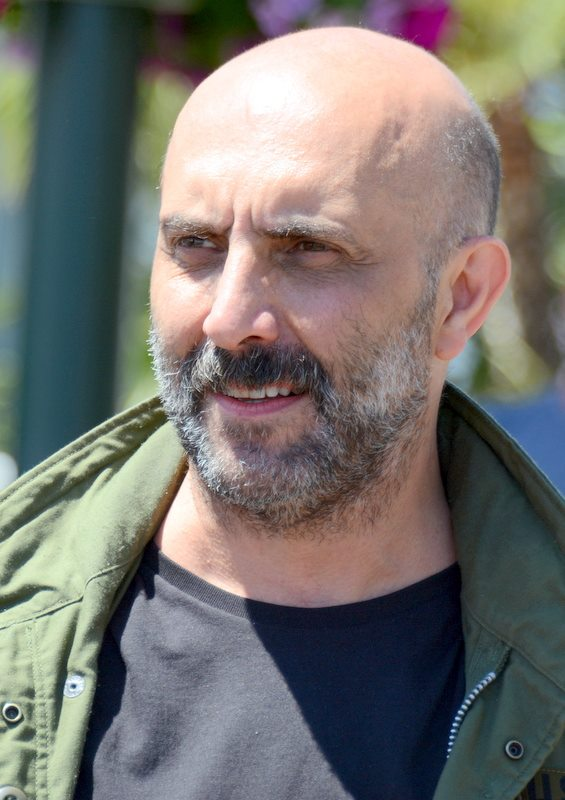
Gaspar Noé au festival de Cannes 2015.

Entre 2011 et 2013, des rumeurs annoncent que Gaspar Noé réaliserait The Golden Suicides, un film écrit par Bret Easton Ellis d'après un fait divers publié dans Vanity Fair sur le suicide de Jeremy Blake et Theresa Duncan. Le projet doit être produit par Gus Van Sant et Ryan Gosling doit avoir le rôle titre.
Le film ne fait plus parler de lui à partir de 2014, lorsque Vincent Maraval annonce officiellement la production de Love (« Amour »), un mélodrame érotique, qu'il présente au Marché du film de Cannes. Le film est ainsi au programme du 68e festival de Cannes dans la catégorie Séances de Minuit. Si, lors de la projection au festival de Cannes, Thierry Frémaux rappelle une interdiction aux moins de 18 ans, le film est finalement évalué par le CNC et est interdit aux moins de 16 ans avec avertissements. L'association Promouvoir obtient son interdiction aux moins de 18 ans devant le tribunal administratif de Paris trois semaines après sa sortie. Le ministère de la Culture sous la direction de Fleur Pellerin dépose un recours contre cette décision. À la suite de l'audience publique qui s'est tenue le 14 septembre 2015, le verdict rendu le 30 septembre 2015 confirme la décision du tribunal administratif de Paris. Love est finalement interdit aux moins de 18 ans, sans toutefois être classé X. La critique est une nouvelle fois divisée, louant parfois la réalisation et la mélancolie du film mais critiquant sa maladresse,,.
Courant 2017, Atlas V, une nouvelle société consacrée à la réalité virtuelle, annonce dans son communiqué de presse « une expérience [de réalité virtuelle] par Gaspar Noé ».

### Climax
En février 2018, un site consacré à Gaspar Noé annonce avoir découvert le synopsis de ce qui serait le cinquième long-métrage du cinéaste, apparemment intitulé Psyché. Vincent Maraval précise sur Twitter que « les infos sur internet sur le prochain Gaspar Noé croisent deux projets, un documentaire tourné en deux parties sur la danse et un film sur le Darknet en préparation ».
Le 17 avril 2018, la Quinzaine des réalisateurs sélectionne le nouveau film de Noé,  Climax, dont la sortie en France est le 19 septembre 2018. Le film relate une soirée dans la vie d'une troupe de danseurs urbains qui se retrouvent dans une école abandonnée afin de fêter leur prochaine tournée mondiale, avant de s'envoler pour les États-Unis ; il devient vite évident que quelqu'un a versé une substance illicite dans la sangria que les danseurs buvaient et tout bascule. Le film réalise un total de 60 262 entrées, dans la moyenne de ses précédents films. Le film est lui aussi interdit aux moins de 16 ans en salle.

### Vortex
Gaspar Noé décrit ici avec douceur, en opposition totale avec le style de ses films précédents, la lente déchéance d'un couple de personnes âgées sombrant dans la sénilité devant leur fils. Le couple est joué par Dario Argento et Françoise Lebrun, et le fils par Alex Lutz. Le cinéaste a révélé avoir été victime d'une hémorragie cérébrale en décembre 2019 et cet accident, ainsi que son expérience personnelle durant les derniers mois de vie de sa mère — cette dernière est morte dans ses bras des suites de la maladie d'Alzheimer — aurait été une des sources d'inspiration de son film. Gaspar Noé utilise le split screen en deux par une bande noire, la caméra va ainsi suivre les pérégrinations des deux seniors en parallèle et en quasi-temps réel.

## Filmographie

### En tant que réalisateur

#### Spots publicitaires
- 2006 : Destricted - segment We Fuck Alone
- 2006 : 8 - segment SIDA
- 2011 : Sept Jours à La Havane - segment Ritual
- 2014 : Short Plays - segment Shoot

#### Courts-métrages
- 1985 : Tintarella di luna
- 1987 : Pulpe amère
- 1995 : Une expérience d'hypnose télévisuelle
- 1998 : Sodomites
- 2002 : Intoxication
- 2005 : Eva (série de courts-métrages)
- 2010 : Vortex (scènes coupées de Enter the Void)
- 2020 : The Art of Filmmaking (issu de la version internationale de Lux Æterna)

#### Moyens-métrages
- 1991 : Carne
- 2019 : Lux Æterna

#### Longs-métrages
- 1998 : Seul contre tous
- 2002 : Irréversible
- 2009 : Enter the Void
- 2015 : Love
- 2018 : Climax
- 2021 : Vortex

#### Clips
- 1996 : Je n'ai pas, Mano Solo / Les Frères Misère
- 1998 : Insanely Cheerful, Bone Fiction
- 1999 : Je suis si mince, Arielle
- 2003 : Protège-moi, Placebo
- 2012 : Love In Motion, SebastiAn
- 2013 : We No Who U R, Nick Cave & The Bad Seeds
- 2013 : Applesauce, Animal Collective
- 2019 : Thirst, SebastiAn
- 2023 : MODERN JAM, Travis Scott & Teezo Touchdown

### En tant qu'assistant réalisateur
- 1985 : Tangos, l'exil de Gardel, de Fernando Ezequiel Solanas
- 1988 : Le Sud (Sur), de Fernando Ezequiel Solanas

### En tant que cadreur
- 1996 : La Bouche de Jean-Pierre, de Lucile Hadzihalilovic
- 1998 : Good Boys Use Condoms, de Lucile Hadzihalilovic
- 2022 : Tres en la deriva del acto creativo de Fernando Solanas

### En tant qu'acteur
- 1995 : Cinématon no 1749, de Gérard Courant : lui-même (caméo)
- 1996 : Le Rocher d'Acapulco, de Laurent Tuel : Jean-Marc (voix)
- 1997 : Dobermann, de Jan Kounen : le vendeur de merguez
- 2002 : Irréversible, de lui-même : un client du Rectum
- 2013 : 9 Mois ferme d'Albert Dupontel : le détenu chauve no 1
- 2015 : Love, de lui-même : Aron Page (anagramme incomplet de son propre nom)
- 2020 : Mon cousin de Jan Kounen : lui-même (caméo)
- 2023 : Dario Argento Panico de Simone Scafidi
- 2024 : Dans la peau de Blanche Houellebecq de Guillaume Nicloux : lui-même (caméo)
- 2025 : La Tour de glace de Lucile Hadzihalilovic

## Distinctions

### Récompenses
- Seul contre tous (1998)
  - Prix de la Semaine de la Critique et mention du Prix de la Jeunesse au Festival de Cannes
  - Prix de la critique internationale au Festival du film de Sarajevo
  - Prix spécial du jury aux Rencontres franco-américaines d'Avignon
  - Prix du meilleur acteur au Festival international du film francophone de Namur
  - Prix du meilleur scénario au Festival international du film de Catalogne
  - Prix du meilleur premier film et de la meilleure photo au Festival international du film de Stockholm
  - Prix Très Spécial au Festival de Cannes
  - Prix Mercedes-Benz 1998 et Prix du meilleur scénario au Festival international du film de Catalogne
- Enter the Void (2010)
  - Prix spécial du jury au Festival international du film de Catalogne
  - Prix de la meilleure photographie au Festival international du film de Catalogne
  - Prix H.R. Giger « Narcisse » du meilleur film au Festival international du film fantastique de Neuchâtel